# Премия Агаты
Премия Агаты (англ. Agatha Award) — международная литературная премия имени Агаты Кристи, присуждаемая ежегодно в области детективной и мистической литературы за произведения, написанные в классическом стиле (без откровенных сексуальных сцен, насилия).

## Премия
Премия учреждена компанией Malice Domestic Ltd в 1988 году, в 1992 году компания была перерегистрирована в корпорацию, которая управляется советом директоров. Премия Агаты вручается ежегодно в Вашингтоне, округ Колумбия в пяти основных категориях:
- лучший роман (англ. Best Novel)
- лучший дебютный роман в детективном жанре (англ. Best First Mystery)
- лучший рассказ (англ. Best Short Story)
- лучшее нехудожественное произведение (англ. Best Non-Fiction)
- лучший детективный роман для детей и юношества (англ. Best Children's/Young Adult Mystery)

## Лауреаты премии

### Лучший роман
- 1988 — Каролин Харт[англ.] — «Something Wicked»
- 1989 — Элизабет Питерс — «Naked Once More»
- 1990 — Нэнси Пикард — «Bum Steer»
- 1991 — Нэнси Пикард — «I.O.U.»
- 1992 — Маргарет Мэрон[англ.] — «Bootlegger’s Daughter»
- 1993 — Каролин Харт — «Dead Man’s Island»
- 1994 — Шэрин Маккрамб[англ.] — «She Walks These Hills»
- 1995 — Шэрин Маккрамб — «If I’d Killed Him When I Met Him»
- 1996 — Маргарет Мэрон — «Up Jumps The Devil»
- 1997 — Кейт Росс[англ.] — «The Devil In Music»
- 1998 — Лора Липпман — «Butchers Hill»
- 1999 — Ирлин Фоулер[англ.] — «Mariner’s Compass»
- 2000 — Маргарет Мэрон — «Storm Track»
- 2001 — Рис Боуэн[англ.] — «Murphy’s Law»
- 2002 — Донна Эндрюс[англ.] — «You’ve Got Murder»
- 2003 — Каролин Харт — «Letter From Home»
- 2004 — Жаклин Уинсприар[англ.] — «Birds of a Feather»
- 2005 — Лора Дурхэм — «Better Off Wed»
- 2006 — Сандра Паршалл — «The Heat Of The Moon»
- 2007 — Луиза Пенни — «A Fatal Grace»
- 2008 — Луиза Пенни — «The Cruelest Month»
- 2009 — Луиза Пенни — «A Brutal Telling»
- 2010 — Луиза Пенни — «Bury Your Dead»
- 2011 — Маргарет Мэрон — «Three-Day Town»
- 2012 — Луиза Пенни — «The Beautiful Mystery»

### Лучший современный роман
- 2013 — Хэнк Филиппи Райан[англ.] — «The Wrong Girl»
- 2014 — Хэнк Филиппи Райан — «Truth Be Told»
- 2015 — Маргарет Мэрон — «Long Upon the Land»